# Ambano
Ambano est une commune urbaine malgache, située dans la partie centrale de la région de Vakinankaratra.

## Économie
Ambano est une des régions fruticoles de Madagascar, on y trouve des pêches, des kakis, des poires, des pommes, des nèfles ainsi que des raisins.